# Lucia Peak
Lucia Peak är en bergstopp i Antarktis. Den ligger i Östantarktis. Australien gör anspråk på området. Toppen på Lucia Peak är 1 713 meter över havet.
Terrängen runt Lucia Peak är huvudsakligen kuperad, men åt nordväst är den platt. Terrängen runt Lucia Peak sluttar söderut. Trakten är obefolkad. Det finns inga samhällen i närheten. 